# Honakuppi, Gokak
Honakuppi là một làng thuộc tehsil Gokak, huyện Belgaum, bang Karnataka, Ấn Độ.